# Броненосные крейсера типа «Йорк»
Броненосные крейсера типа «Йорк» — боевые корабли германского императорского флота времён Первой мировой войны. Стали усовершенствованной версией крейсеров типа «Принц Адальберт». Построено 2 единицы: «Йорк» (нем. Yorck) и «Роон» (нем. Roon). Проект получил развитие в типе «Шарнхорст».

## Проектирование и постройка
Заложены в соответствии с Первым Морским законом 1898 года. Проект этого типа крейсеров был разработан Конструкторским бюро Имперского морского ведомства в 1901 году. При их разработке конструкторы стремились непременно достичь ход до 21 узла, поэтому новый тип мало отличался от предшествующего, за исключением увеличенного с 14 до 16 числа котлов Дюрра и четырёхтрубного силуэта.

## Конструкция
Водоизмещение: нормальное 9533, полное 10 266 т.
Длина: между перпендикулярами 123 м, по конструктивной ватерлинии 127,3 м, наибольшая 127,8 м. Ширина: наибольшая по конструктивной ватерлинии (48 шп.) 20,23 м. Осадка по конструктивной ватерлинии 7,33 м. Высота борта на миделе 12,14 м.
На крейсерах был один полубалансирный руль.

### Бронирование
Главный броневой пояс шириной два метра простирался по ватерлинии от минус второго шпангоута до форштевня. Над водой пояс возвышается на 0,7 м. Толщина плит в пределах цитадели (шпангоуты 21-72) составляла 100 мм, в оконечностях 80 мм. Броневые плиты крепили на тик толщиной 55 мм. Плиты для защиты бортов в оконечностях корабля изготавливались из никелевой брони.
Над поясом возвышалась шестиугольная в плане и защищённая 100-мм броней цитадель. Над цитаделью длиной по борту от 32 до 60,5 шпагоута располагался прямоугольный защищённый 100-мм броней каземат. В общем, система бронирования повторяла тип «Принца Генриха».
Башни главного калибра: стены 100—150 мм, крыша 30 мм.
Башни среднего калибра имели стены толщиной 80-100 мм.
Носовая боевая рубка: стены 150 мм, крыша 30 мм, кормовая соответственно 80 и 20 мм.
Толщина горизонтальной брони палубы 40 — 60 мм, скосы имели толщину 40-50 мм и примыкали к нижнему краю пояса, толщина палубы и скосов в оконечностях по сравнению с предыдущем типом была уменьшена, что облегчило оконечности.

### Вооружение
Вооружение корабля состояло из двух двухорудийных башенных артиллерийских установок 210-мм скорострельных орудий С/01 с длиной ствола 40 калибров, которые были установлены в носу и в корме в диаметральной плоскости. Орудия комплектовались снарядами массой 108 кг. Угол вертикального наведения — 5° + 30°. Орудия имели наибольшую дальность прицельного выстрела 16 300 м, боезапас 380 снарядов.
Артиллерия среднего калибра состояла из 10 скорострельных орудий калибра 150 мм/40. Боезапас составлял 1200 снарядов, позже 1600. Снаряды имели массу 40 кг и начальную скорость 800 м/с. Максимальная дальность — 13 700 м.
К вспомогательной артиллерии относились 14 скорострельных орудий на центральном штыре С/01 с длиной ствола 35 калибров. Угол вертикального наведения 88-мм орудий равнялся — 5° + 25°, дальность прицельного выстрела 49,1 кабельтовых (9090 м), боезапас 4000 выстрелов, позже 2100.
Торпедное вооружение крейсера состояло из четырёх подводных торпедных аппаратов калибра 450 мм: одного носового, двух бортовых и одного кормового с общим боекомплектом из 11 торпед.
Для вооружения десантных партий имелась 6 см десантная пушка и 297 винтовок mod 98 и 79 револьверов mod. 79, заменённых впоследствии пистолетами М.1904.

### Силовая установка
Три 3-цилиндровые паровые машины тройного расширения вращали три винта различного диаметра: средний трёхлопастной 4,5 м, два бортовых четырёхлопастных 4,8-метровых. Полный запас угля 1570 тонн, нормальный 750. Проектная мощность силовой установки: 19 000 л. с.
Пар вырабатывали 16 паровых толстотрубных котлов Дюрра с давлением 15,5 атм., расположенные в четырёх котельных отделениях. Общая поверхность нагрева составляла 4900 м². Каждое котельное отделение имело свою трубу.
Электроэнергию кораблям обеспечивали четыре динамо-машины общей мощностью 260 кВт, напряжением 110 вольт.
На испытаниях крейсера, наконец, превзошли проектную скорость «Ронн» показал 21,14 узла, «Йорк» 21,43. Отрицательными последствиями увеличения водоизмещения, мощности и сокращения запасов угля стала снижение дальности на экономическом ходу (12 узлов) на 700—800 миль по сравнению с предыдущим типом, что не позволяло использовать их в качестве рейдеров, но для применения на Балтике или в Северном море вполне приемлемо.

## История службы
«Роон» — заложен в 1902, спущен 27 июня 1903, вступил в строй 5 апреля 1906 года. По завершении испытаний «Роон» вошёл в состав 3-й Разведывательной группы флота. В 1911 году крейсер выведен в резерв. С началом войны снова введён в строй. 4 декабря 1916 года «Роон» снова вывели в резерв.
«Йорк» — заложен в 1903, спущен 14 мая 1904, вступил в строй 21 ноября 1905 года. 21 мая 1913 года «Йорк» вышел в резерв. Вновь в строй вошел с 12 августа 1914 года, оставался в Северном море, в 3-й Разведывательной группе, охранял берега Северного моря. 4 ноября 1914 года возвращаясь из похода в густом тумане в устье Яде крейсер наткнулся на две мины немецкого минного заграждения. Он быстро опрокинулся и затонул на фарватере. Из 712 человек, бывших на борту, погибло 336.

## Оценка проекта
|                                 | «Девоншир»                                                    | «Глуар»                                               | «Колорадо»                                        | «Кент»                                      | «Йорк»                                          | «Идзумо»                                          | «Баян»                                       | «Леон Гамбетта»                                 |
| ------------------------------- | ------------------------------------------------------------- | ----------------------------------------------------- | ------------------------------------------------- | ------------------------------------------- | ----------------------------------------------- | ------------------------------------------------- | -------------------------------------------- | ----------------------------------------------- |
| Год закладки                    | 1903                                                          | 1899                                                  | 1901                                              | 1900                                        | 1903                                            | 1898                                              | 1900                                         | 1901                                            |
| Год ввода в строй               | 1905                                                          | 1903                                                  | 1905                                              | 1903                                        | 1905                                            | 1900                                              | 1903                                         | 1905                                            |
| Водоизмещение нормальное, т     | 11 024                                                        | 9856                                                  | 13 899                                            | 9957                                        | 9533                                            | 9906                                              | 7326                                         | 11 959                                          |
| Полное, т                       | 13 053                                                        | ?                                                     | 15 380                                            | 11 176                                      | 10 266                                          | 10 470                                            | 8238                                         | 13 108                                          |
| Мощность ПМ, л. с.              | 21 000                                                        | 21 800                                                | 23 000                                            | 22 000                                      | 19 000                                          | 14 500                                            | 16 500                                       | 27 500                                          |
| Максимальная скорость, узл      | 22                                                            | 21,5                                                  | 22                                                | 23                                          | 21                                              | 20,75                                             | 20,9                                         | 22,5                                            |
| Дальность, миль (на ходу, узл.) | 8500 (10) (проектная)                                         | 6500(10)                                              | 6000 (10)                                         | 6600 (10)                                   | 4200 (12)                                       | 4900 (10)                                         | 3900 (10)                                    | 6500(10)                                        |
| Бронирование, мм                |                                                               |                                                       |                                                   |                                             |                                                 |                                                   |                                              |                                                 |
| Тип                             | КС                                                            | ГС                                                    | КС, ГС                                            | НКС                                         | КС                                              | КС                                                | ГС                                           | КС                                              |
| Пояс                            | 152                                                           | 150                                                   | 152                                               | 102                                         | 100                                             | 178                                               | 200                                          | 150                                             |
| Палуба(скосы)                   | 25(32)                                                        | 55(45)                                                | 37(102)                                           | 19-51                                       | 40(50)                                          | 63(63)                                            | 60                                           | 55-60(65)                                       |
| Башни                           | 127                                                           | 170                                                   | 165                                               | 127                                         | 150                                             | 152                                               | 150                                          | 170                                             |
| Барбеты                         | 152                                                           | 140                                                   | 152                                               | 127                                         | 150                                             | 152                                               | 150                                          | 140                                             |
| Рубка                           | 305                                                           | 150                                                   | 229                                               | 254                                         | 150                                             | 356                                               | 160                                          | 150                                             |
| Вооружение                      | 4×1×190-мм/45 6×1×152-мм/45 2×1×76,2-мм/28 18×1×47-мм/43 2 ТА | 2×194-мм/40 8×1×164-мм/45 6×100 мм 18×1×47-мм/43 2 ТА | 2×2×203-мм/40 14×1×152-мм/50 18×1×76,2-мм/50 2 ТА | 14(2×2,10×1)×152-мм/45 10×1×76,2-мм/40 2 ТА | 2×2×210-мм/40 10×1×150-мм/40 14×1×88-мм/30 4 ТА | 2×2×203-мм/40 14×1×152-мм/40 12×1×76,2-мм/40 5 ТА | 2×203-мм/40 8×1×152-мм/45 20×1×75-мм/50 2 ТА | 2×2×194-мм/40 16×1×164-мм/45 22×1×47-мм/43 4 ТА |